# Джефф Вільямс
Джефф Вільямс (англ. Jeff Williams; нар. 1963) — головний операційний директор Apple під керівництвом CEO Тіма Кука, цю посаду він обіймає з грудня 2015 року.

## Біографія
Вільямс приєднався до Apple в 1998 році як керівник глобальних закупівель, а в 2004 році був призначений віце-президентом з операційної діяльності. У 2007 році він відіграв значну роль у виході Apple на ринок мобільних телефонів з запуском iPhone, і з того часу керував глобальними операціями для iPod та iPhone.
До роботи в Apple, Вільямс працював у IBM з 1985 по 1998 рік на різних операційних та інженерних посадах. Він має ступінь бакалавра з механічної інженерії Державного університету Північної Кароліни та MBA з Університету Дьюка. Вільямс навчався у середній школі Джессі О. Сандерсона в Ралі, штат Північна Кароліна.
Він був підвищений до головного операційного директора 17 грудня 2015 року.
27 червня 2019 року, з оголошенням, що Джоні Айв залишає Apple для створення незалежної дизайн-компанії з Apple як клієнтом, було зазначено, що керівники дизайнерських команд Еванс Хенкі, віце-президент з промислового дизайну, та Алан Дай, віце-президент з дизайну інтерфейсу, будуть підпорядковуватися Джеффу Вільямсу.